# 모디인일리트

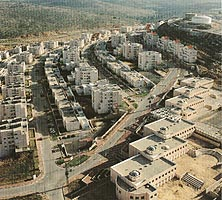
모디인일리트

모디인일리트(히브리어: מוֹדִיעִין עִלִּית, 아랍어: موديعين عيليت)는 요르단강 서안 지구에 위치한 이스라엘의 도시로 면적은 32.521km2, 인구는 40,198명(2015년 기준)이다.
행정 구역상으로는 유대 사마리아 구에 속하는 이스라엘 정착촌이다. 예루살렘과 텔아비브의 중간 지점, 모디인마카빔레우트에서 북동쪽으로 6km 정도 떨어진 곳에 위치한다.
이스라엘 정착촌 중에서 규모가 가장 큰 정착촌이다. 1994년 키르야트세페르(Kiryat Sefer, "책의 도시"라는 뜻)라는 이름의 마을이 설립되었으며 2008년에 도시 지위를 부여받았다.

시 문장